# 中国国歌
中國國歌，指中國的國家象徵歌曲，1911年，清朝政府定《鞏金甌》为国歌，成为中国历史上第一首官方法定國歌。中華民國成立后，出现了许多官方或非官方的国歌，1928年國民政府北伐成功以後，《黃埔軍校訓詞》被訂為中華民國國歌。而中華人民共和國則於1949年成立後，以《义勇军进行曲》為國歌。

## 大清
起源於19世紀末、20世紀初。從1789年美國革命和法國大革命開始，世界各国纷纷制定国歌作为国家的象征，清朝跟進。

### 《普天樂》（半官方）
1878年（光绪四年），清朝外交官曾纪泽出使英、法，两年后又兼任驻俄公使，谱写了名叫《普天樂》的歌曲，并作为“国乐”的草案上呈朝廷，但没有得到朝廷的批准，不过在海外已被当作国歌来演奏。节奏过于缓慢，经常受到批评。《普天樂》完整歌词已不可考，但其中包含了“一统旧江山，亚细亚文明古国四千年！最可叹：犹太、印度与波兰，亡国恨，谈之心寒！”之类的词句，有救亡图存之意涵。

### 《華祝歌》（半官方）
聖天子
奄有神州

聲威震五洲
德澤敷於九有

延國祚
天長地久

和祥臻富庶
百穀盡有秋

比五帝
邁夏商周

梯山航海
萬國獻厥共球

### 《李中堂樂》（半官方）
金殿當頭紫閣重
仙人掌上玉芙蓉

太平天子朝元日
五色雲車駕六龍

### 《頌龍旗》（半官方）
於斯萬年
亞東大帝國

山嶽縱橫獨立幟
江河漫延文明波

四百兆民神明冑
地大物產博

揚我黃龍帝國徽
唱我帝國歌

### 《鞏金甌》（官方）
鞏金甌
承天幬
民物欣鳧藻

喜同袍
清時幸遭

真熙皞
帝國蒼穹保

天高高
海滔滔

## 中華民國（北洋政府）

### 《五族共和歌》1912-1913
中華民國臨時政府頒布臨時國歌，由沈恩孚作詞、沈彭年譜曲的國歌擬稿，歌名《五族共和歌》。

亞東開化中華早，

揖美追歐，

舊邦新造。

飄揚五色旗，

民國榮光，

錦繡河山普照。

吾同胞，

鼓舞文明，

世界和平永保。

### 《卿雲歌》（第一次）1913-1915
卿云歌分為第一次及第二次兩版本，兩版本詞均取自尚書大傳虞舜篇。
第一次卿雲歌為1913年4月8日中華民國第一屆國會開會典禮時暫用臨時國歌，後兩句為汪榮寶所添加，比利时人讓·奧士東（Jean Hautstont）譜曲。 

卿雲爛兮，

糺縵縵兮，

日月光華，

旦復旦兮，

日月光華，

旦復旦兮。

時哉夫，天下非一人之天下也。

### 《中華雄立宇宙間》1915，1916，1916-1921三版
袁世凯大總統於1915年5月23日總統令頒採用，王露作曲，蔭昌作詞。

中國雄立宇宙間，

廓八埏，

華胄來從崑崙巔，

江湖浩蕩山綿連，

共和五族開堯天，

億萬年。

袁世凯稱帝後，於同年12月19日改用下面歌詞：

中國雄立宇宙間，

廓八埏，

華胄來從崑崙巔，

江湖浩蕩山綿連，

勳華揖讓開堯天，

億萬年。

袁世凯下台后，北洋政府发行第三版
词:
中国雄立宇宙间，
万万年！
保卫人民中不偏，
诸业发达江山固，
四海之内太平年
万万年！

### 《尽力中华》“1919”
1919年，北洋政府教育部决定以赵元任作词作曲的尽力中华作为代国歌，歌词为：

听！我们同唱中华，啊！中华，啊！中华，

听！君不闻亚东四万万声的中华，啊！中华，

都同气、同声、同调、同歌中华，啊！中华，

来三呼万岁中华，啊！中华，啊！中华。

听！君不闻亚东四万万声的中华，啊！中华，

都同气、同声、同调、同歌中华，啊！中华。

看！我们唤醒中华，啊！中华，啊！中华，

看！君不见亚东四万万人的中华，啊！中华，

都是同种、同胞、同志、同心的中华，啊！中华，

来发愤尽力中华，啊！中华，啊！中华。

看！君不见亚东四万万人的中华，啊！中华，

都振起精神来振作振兴中华，啊！中华，

同心尽力中华。

乐谱出自《赵元任音乐作品全集》，赵如兰编，上海音乐出版社，1987年5月第1版。这支曲子的歌词、和声都是赵氏1914年前后写的。旋律原是一个焰口调。1920年曾发表在美国的中国同学会的一本小册子里，册子的名字叫《Songs and yells of the Chinese Student Alliance》。

### 《卿雲歌》（第二次）1921-1928
卿云歌分為第一次及第二次兩版本，兩版本詞均取自尚書大傳虞舜篇。
1919年，北洋政府将《尚书》中的《卿云歌》配上乐曲作为国歌，是為第二次卿雲歌。

卿雲爛兮，

糺縵縵兮，

日月光華，

旦復旦兮，

日月光華，

旦復旦兮。

## 中華民國

### 《國民革命歌》（非正式）“1926”
《國民革命歌》由黃埔軍官學校軍官廖乾五所作，1926年7月1日發佈。其旋律與童謠《雅克兄弟》（亦為广东童謠《打開蚊帳》、儿歌《两只老虎》之原曲）相同。

打倒列強，打倒列強，

除軍閥，除軍閥；

努力國民革命，努力國民革命，

齊奮鬥，齊奮鬥。

工農學兵，工農學兵，

大聯合！大聯合！

打倒帝國主義，打倒帝國主義，

齊奮鬥，齊奮鬥。

打倒列強，打倒列強，

除軍閥，除軍閥；

國民革命成功，國民革命成功，

齊歡唱，齊歡唱。

### 《中華民國國歌》
《中华民国国歌》即《三民主義歌》，歌词作者為中國國民黨總理孫文，由文膽胡汉民、戴季陶、廖仲恺、邵元冲等捉刀。首次出自1924年6月16日孙中山總理在广州黄埔陸軍军官学校开学典礼中，对该校师生之训词。
国民党北伐成功后，国民党选择以此訓词为党歌并公开征求伴随音乐。程懋筠的作曲在139名参赛者获胜，得到银元五百元的奖金。
1930年3月24日，许多国民党人提议使用黨歌作为国歌。由于反对使用一党标志代表全国，所以设立国歌编制研究委员会，後該委員會支持国民党党歌。
1937年6月3日，國民黨中央批准提案，該年正式成为中华民国的国歌，使用至今。

三民主義，吾黨所宗；

以建民國，以進大同。

咨爾多士，為民前鋒；

夙夜匪懈，主義是從。

矢勤矢勇，必信必忠；

一心一德，貫徹始終。

## 割据政权

### 中华苏维埃共和国
1931年中華蘇維埃共和國成立時，決定以國際歌作國歌。

### 汪精卫国民政府
- 《中華民國國歌》
- 《東亞民族進行曲》（非正式）

## 中华人民共和国
中华人民共和国国歌是义勇军进行曲，1949年建國後，使用至今。
原是电影《风云儿女》的插曲，1935年由田汉作词，聂耳作曲，亦是中華民國國民革命軍第200師的軍歌。

起来！不愿做奴隶的人们！
 
把我们的血肉，筑成我们新的长城！
 
中华民族到了最危险的时候，
 
每个人被迫着发出最后的吼声。
 
起来！起来！起来！
 
我们万众一心，
 
冒着敌人的炮火，前进！
 
冒着敌人的炮火，前进！
 
前进！前进！进！

根据马叙伦的提议，1949年9月27日中国人民政治协商会议第一届全体会议通过《关于中华人民共和国国都、纪年、国歌、国旗的决议》，通过：“在中华人民共和国的国歌未正式制定前，以义勇军进行曲为国歌”。
「文化大革命」時期，詞作者田漢被指控為叛徒下獄，國歌遂變成純演奏曲，一般情況下均不再高唱國歌。这段时间，《東方紅》成为实际的国歌。至文革結束後，1978年3月5日第五届全国人民代表大会第一次会议通过集体填词的《继续革命的战歌》为中华人民共和国国歌。歌詞如下：

前進！各民族英雄的人民！

偉大的共產黨，領導我們繼續長征！

萬眾一心奔向共產主義明天，

建設祖國保衛祖國英勇的鬥爭。

前進！前進！前進！

我們千秋萬代，

高舉毛澤東旗幟，前進！

高舉毛澤東旗幟，前進！

前進！前進！進！

1978年12月，中共十一屆三中全會召開後，田漢冤案獲平反，1982年12月4日，第五届全国人民代表大会第五次会议通过决议，撤销1978年3月全国人民代表大会通过的歌词，恢復原《义勇军进行曲》之詞、曲为中华人民共和国国歌。2004年3月14日第十届全国人民代表大会第二次会议正式将《义勇军进行曲》作为国歌写入宪法修正案。（第四章第一百三十六条第二款：“中华人民共和国国歌是《义勇军进行曲》。”）
由於初期，中華人民共和國未有國歌法，直至2017年10月1號到有正式法律及法定國歌（1949年9月27號中國人民政治協商會議第一屆全體會議通過在中華人民共和國的國歌未正式制定前，以《義勇軍進行曲》為國歌）；所以2017年10月1號起中華人民共和國國歌法施行成為全國性法律。

## 外部連結
- YouTube上的《義勇軍進行曲》演奏版
- 小野寺史郎：〈平衡国民性与民族性：清季民初国歌的制定及其争议（页面存档备份，存于）〉.
- 中國歷代國歌，演奏及演唱（页面存档备份，存于）
- YouTube上的《巩金瓯》演唱版
- YouTube上的《义勇军进行曲》（电影原版歌曲）
- YouTube上的中国历代国歌